# Lernout & Hauspie
 (mai 2023).
- Si vous ne connaissez pas le sujet, laissez ce bandeau (vous pouvez alors contacter les auteurs).
- Si vous supprimez le contenu mis en cause (vous pouvez préalablement contacter les auteurs),

argumentez précisément cette suppression dans la page de discussion
(un manque de référence n'est pas un argument ; une recherche réelle de référence doit avoir été effectuée, être formellement documentée).
 (mai 2023).
 (août 2012).
Si vous disposez d'ouvrages ou d'articles de référence ou si vous connaissez des sites web de qualité traitant du thème abordé ici, merci de compléter l'article en donnant les références utiles à sa vérifiabilité et en les liant à la section « Notes et références ».
Lernout & Hauspie, ou "L&H", fut une société pionnière dans le développement de technologies informatiques de synthèse vocale et de reconnaissance vocale. Son siège était fixé dans la Ypres Business Park à Ypres, ville de la province de Flandre-Occidentale en Belgique, et à Burlington, Massachusetts (USA). En 2001, elle se trouva en situation de cessation de paiements.

## À la poursuite d'un rêve
La société est née en 1987 de la rencontre d'un informaticien, Jo Lernout (nl), et d'un financier, Pol Hauspie (nl), la PME connut des débuts difficiles.

## Le défi financier
Comment financer la recherche-développement d'une solution commercialisable quand la technologie est balbutiante et se révèle complexe à maîtriser ?

## Le défi informatique
Pour quelle plate-forme était-il judicieux de destiner le développement ?

## Les sources du financement
- Marchés financiers : en 1995, débuta la cotation sur le marché NASDAQ (LHSP). Lernout & Hauspie fut également cotée sur le marché EASDAQ basé à Bruxelles et aujourd'hui disparu. À son apogée, Lernout & Hauspie atteint une capitalisation boursière de près de 10 milliards de dollars.
- Investissement public : la Région flamande accepta d'accompagner son développement en prenant une participation dans le capital et en favorisant l'émergence d'une pépinière d'entreprises connexes  la « Flanders Language Valley » (par analogie avec la Silicon Valley californienne), située Pilkemseweg (route de Pilkem) à Ypres. L'Union européenne y investit aussi des fonds importants.
- Croissance externe : bien irriguée par les flux financiers institutionnels, Lernout & Hauspie devint rapidement la fierté de toute la Flandre. Elle acquit alors un certain nombre de concurrents de plus petite taille, notamment Berkeley Technologies, auteur d'une application de synthèse vocale, en 1996. En mars-avril 2000, Lernout & Hauspie prirent le contrôle de la vénérable société Dictaphone pour près de 1 milliard de dollars. L'acquisition de Dragon Systems s'ensuivit[1].
- Octroi de licences d'exploitation à des sociétés tierce parties : les LDC [à développer].

## Les moteurs vocaux L&H et leur intégration dans le système d'exploitation Windows
Le L&H PC/MM ASR1600 est un moteur logiciel de reconnaissance vocale phonétique, qui était destiné aux applications multimédia et PC. Le ASR1600 offre une reconnaissance vocale en continu, sur la base de l'utilisation d'une gamme étendue de microphones grand public. Le produit est indépendant du locuteur et restitue une reconnaissance exacte, même en environnement bruyant, et ceci sans formation spécifique de l'utilisateur.
Le L&H PC/MM TTS3000 est un moteur logiciel de synthèse vocale qui était destiné aux applications PC et multimédia, ainsi que pour les systèmes enfouis. Ce moteur convertit tout texte lisible sur ordinateur en un discours synthétique intelligible. Sa technologie est basée sur des algorithmes qui emmagasinent des segments de voix humaine réelle (diphones, triphones). Une connaissance linguistique approfondie et spécifique à la langue se traduit par la prononciation intelligente de textes très divers.
Grâce au développement de ces moteurs, Lernout & Hauspie ont fourni la technologie logicielle nécessaire à parfaire la reconnaissance vocale du système Dictaphone et à augmenter la fidélité de la transcription.
Restait à les rendre disponibles pour toute application logicielle installée sur un ordinateur avec Windows et à permettre leur association avec une voix, quelle qu'en soit la langue. Une interface de programmation spécialisée (SAPI) a été développée à cette fin par Microsoft, l'inventeur de Windows. L&H ont collaboré ensuite avec Microsoft sur une version perfectionnée de cette SAPI entre 2000 et 2001.

## 2001, fin de l'odyssée
Vint le temps où la société Lernout & Hauspie fut poursuivie par des rumeurs persistantes de malversations financières. Au début de 1999, le Wall Street Journal se fit l'écho d'allégations propagées par un analyste de Goldman Sachs, Robert Smithson, qui affirmait que les revenus de la compagnie avaient été surestimés. Une enquête plus approfondie, menée par un collaborateur du Wall Street Journal, Jesse Eisinger, conduit à la révélation, le 8 août 2000, d'un important scandale financier impliquant des transactions fictives en Corée du Sud et l'usage de méthodes comptables douteuses.
En avril 2001, les fondateurs de la société, Jo Lernout et Pol Hauspie, ainsi que l'ancien directeur général Gaston Bastiaens, furent arrêtés. Ils se trouvaient impliqués dans ce qui est désormais considéré comme l'un des plus grands scandales de l'histoire du capitalisme industriel, si l'on excepte Enron. Lernout & Hauspie déclara finalement sa faillite le 25 octobre 2001, après avoir tenté de résister pendant un an au tourbillon qui l'avait saisie.
A Ypres, le "miracle" s'achève dans un champ de ruines avec la perte virtuelle de 10,75 milliards d'euros pour toutes les parties (Le Monde du 3/11/2001, page 15).

## Épilogue
Les droits sur la technologie dont disposait L&H furent partagés après la faillite entre la société américaine Nuance Communications (alors connue sous la dénomination ScanSoft) et la société Vantage Learning. Nuance acquit toutes les technologies de reconnaissance vocale et Vantage Learning acquit l'expertise en orthographe et les technologies de recherche linguistique.
Les investisseurs et les contribuables furent durement touchés par la faillite. Des milliers de petits porteurs, surtout en Flandre-Occidentale, avaient été aveuglés par le succès de l'entreprise. Ils perdirent des sommes d'argent conséquentes lors de l'effondrement du cours des actions Lernout & Hauspie. Le gouvernement régional de Flandre-Occidentale, qui était devenu un actionnaire important de Lernout & Hauspie par l'entremise d'une société de capital-risque, fut l'un des grands perdants. Au cours d'une des passes difficiles que connut la trésorerie de Lernout & Hauspie, il accepta en effet de garantir 75 % d'un prêt bancaire consenti à la société.
La technologie logicielle développée par Lernout & Hauspie, notamment la reconnaissance vocale, est maintenant incorporée dans le panneau de configuration "Voix" de Windows XP. Microsoft Office utilise également certains éléments d'un vérificateur de grammaire développé par L&H. Ce recours est mentionné dans la fenêtre « À propos » de la suite logicielle bien connue. Quant au chiffre d'affaires de Nuance Communications, il a fortement augmenté, passant de 17,1 millions de dollars au troisième trimestre de 2001, à 216 millions de dollars au 3e trimestre 2008.
Le 20 septembre 2010, les cofondateurs Jo Lernout et Pol Hauspie, ainsi que Nico Willaert, ancien vice-président et Gaston Bastiaens, ancien directeur général, ont été condamnés par la Cour d'appel de Gand. La cour d'appel ne fait aucune distinction entre les quatre anciens dirigeants. Elle considère qu'ils ont chacun joué un rôle-clé et présente Pol Hauspie comme le cerveau du groupe. Jo Lernout et Pol Hauspie, ont été déclarés coupables de faux dans les comptes annuels, d'usage de faux, de faux en écritures et de manipulation de cours. Ils sont condamnés à cinq ans, dont deux ans avec sursis, et à une amende de 24 789 euros. Nico Willaert écope de la même peine. Gaston Bastiaens est condamné quant à lui à cinq ans, dont trois ans avec sursis, et à une amende de 4 958 euros.
L'arrêt du jugement fait plus de 2 000 pages. Seule une lecture partielle est organisée en audience publique. La cour de cassation indique que c'est autorisé avec la publication intégrale sur internet. L'affaire poussa ainsi à réviser l'article 149 de la Constitution.
Toutefois, en raison d'un problème récurrent de surpopulation dans les prisons belges et en vertu d'une politique de non-exécution des peines de 3 ans ou moins, il est peu probable que l'un d'entre eux effectue effectivement sa peine.